# Emanuele Allegra
Emanuele Allegra (Scafati, Provincia de Salerno, 6 de mayo de 1994) es un futbolista italiano. Se desempeña como defensa en la posición de lateral derecho y su actual equipo es el F. C. Pompei, de la Serie D de Italia.

## Trayectoria
Allegra se formó en las categorías inferiores del Napoli. El 16 de julio de 2013 fue cedido a préstamo al Entella de la Lega Pro Prima Divisione (tercer nivel del fútbol en Italia en ese entonces), donde totalizó 3 alineaciones. El 16 de enero de 2014 el Napoli lo cedió al Pavia, donde el defensa permaneció hasta el final de la temporada con 11 presencias, para luego ser cedido, en julio, al Pontedera. El 14 de enero de 2015 fue cedido a préstamo al Südtirol de Bolzano y el 29 de julio al Martina Franca de la Lega Pro. El 24 de agosto de 2016 fichó por el Lumezzane de la Lega Pro, firmando un contrato de dos años. Sin embargo, en 2017 fue contratado por el Pomigliano de la Serie D y, en 2018, por el Igea Virtus Barcellona de la misma división. En agosto de 2019 fichó por el Agnonese y, la temporada siguiente, por el Latina.

## Clubes
| Club                               | País   | Año       |
| ---------------------------------- | ------ | --------- |
| Virtus Entella (cedido)            | Italia | 2013-2014 |
| A. C. Pavia (cedido)               | Italia | 2014      |
| U. S. Città di Pontedera (cedido)  | Italia | 2014-2015 |
| F. C. Südtirol (cedido)            | Italia | 2015      |
| A. S. Martina Franca 1947 (cedido) | Italia | 2015-2016 |
| A. C. Lumezzane                    | Italia | 2016-2017 |
| Calcio Pomigliano                  | Italia | 2017-2018 |
| Igea Virtus Barcellona             | Italia | 2018-2019 |
| Polisportiva Olympia Agnonese      | Italia | 2019-2020 |
| Latina Calcio 1932                 | Italia | 2020-2021 |
| S. S. D. Cynthialbalonga           | Italia | 2021      |
| Vastese Calcio 1902                | Italia | 2021-2022 |
| Palmese 1914                       | Italia | 2022      |
| Vis Afragolese 1944                | Italia | 2022-2023 |
| U. S. Angri 1927                   | Italia | 2023-2024 |
| Real Acerrana 1926                 | Italia | 2024-2025 |
| F. C. Pompei                       | Italia | 2025-     |